# رود (فیلم ۲۰۱۱)
رود فیلمی ژاپنی به کارگردانی ریویچی هیروکی در ژانر درام است که در سال ۲۰۱۱ منتشر شد. از بازیگران آن می‌توان به توشی نگیشی اشاره کرد.